# Bundesstrasse 522
Bundesstrasse 522 är en förbundsväg i Hannover i Niedersachsen, Tyskland. Vägen fungerar som transitlänk för trafiken som skall ifrån Hannovers flygplats till stadens centrum. Vägen som går ifrån A352 till A2 har motorvägskaraktär.